# Светослав Божилов
Светослав Божков Божилов е български банкер и финансист. Съакционер в СИБанк с Цветелина Бориславова.

## Биография
Роден е на 1 ноември 1965 г. в София. Завършва Физическия факултет на Софийския университет.
Израстването му като фигура на българския политико-икономически небосклон започва посредством членство в Управителния съвет на фондация „Отворено общество“ - София. Впоследствие се изявява като съосновател и акционер в СИБанк. Изпълнителен директор на създадената от него фондация „Communitas“, която се занимава с евроинтеграция и подпомагане на образованието. Президент и собственик на „Venture Equity Bulgaria“ с предмет на дейност финансови инвестиции и проекти свързани със зелена енергия, т.е. с т.нар. екоенергия, промулгирана като алтернатива на атомната енергия (представяна от противниците ѝ като технологично опасна).
Светослав Божилов съвместно с Иво Прокопиев е съдружник в медийното начинание и проект Re:TV в навечерието на изборите за XLI НС.
Той е сред съучредителите на сдружението „Глобална България“ (ЮЛ - организация за осъществяване на дейност в обществен интерес според регистрацията), което според някои анализатори е в основата на българския политически проект ГЕРБ.